# Upside Down; or, the Human Flies
Upside Down; or, the Human Flies je britský němý film z roku 1899. Režisérem je Walter R. Booth (1869–1938), který začal spolupracovat s průkopníkem filmu ve Spojeném království Robertem W. Paulem. Jde o jeden z jeho prvních filmů. Premiéru měl v září 1899.
Otočením kamery o 180 ° vytvářil dojem, že herci kráčejí po stropě. Stejný efekt využil o téměř 70 let později režisér Stanley Kubrick pro svůj film 2001: Vesmírná odysea. Kouzelníka ve filmu si údajně zahrál sám Booth.

## Děj
Do obývacího pokoje, kde jsou dva pánové a dvě dámy, vejde kouzelník. Kouzelník přiměje pomocí magie svůj cylindr létat a poté před zraky všech zmizí. Zbylí čtyři lidé pak najednou kráčejí, tančí a skáčou po stropu, zatímco vybavení pokoje zůstává ve své původní poloze.